# Charlotte Despard
Charlotte Despard, född French 15 juni 1844 i Edinburgh, död 10 november 1939 i Belfast, var en brittisk aktivist.
Despard började 1890, efter att hennes make avlidit, att hjälpa fattiga, öppnade en av de första barnavårdscentralerna i London, startade en arbetarförening för män och höll tal för Independent Labour Party. Hon anslöt sig till Women's Social and Political Union (WSPU) och valdes 1906 till dess hederssekreterare. Hon ogillade dock Emmeline Pankhursts autokratiska ledarstil och lämnade därför denna organisation för att tillsammans med Teresa Billington-Greig och Edith How-Martyn den i demokratiska former drivna Women's Freedom League (WFL) och valdes till dess ordförande. Hon kom att anklagas för att leda WFL i enlighet med hennes personliga intressen för kommunism och pacifism och lämnade denna organisation 1918 för att ägna sig åt Women's Peace Crusade. Hon fortsatte dock att verka för lika rösträtt och första gången som kvinnor tilläts kandidera till Storbritanniens parlament kandiderade hon för Labour i valdistriktet Battersea, vilket dock misslyckades. Hon flyttade 1921 till Irland, där hon verkade för Sinn Féin och valdes till ordförande i Women's Prisoners' Defence League.